# نهر سليم (مينوبار)
نهر سليم (بالفارسية: نهرسلیم) هي قرية تقع في إيران في قسم مينوبار الريفي. يقدر عدد سكانها بـ 1,138 نسمة .